# LÜR

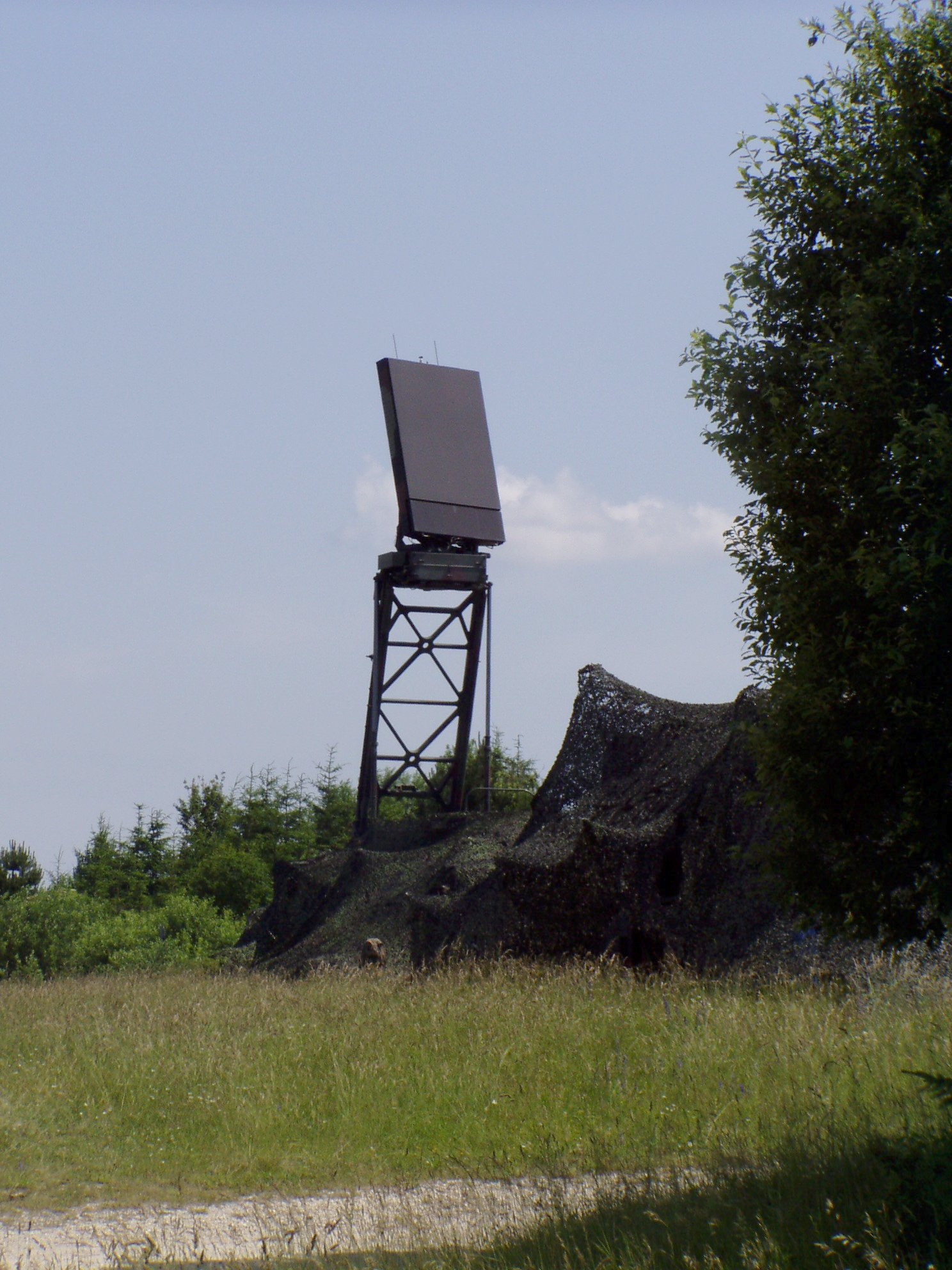
LÜR auf einem Truppenübungsplatz

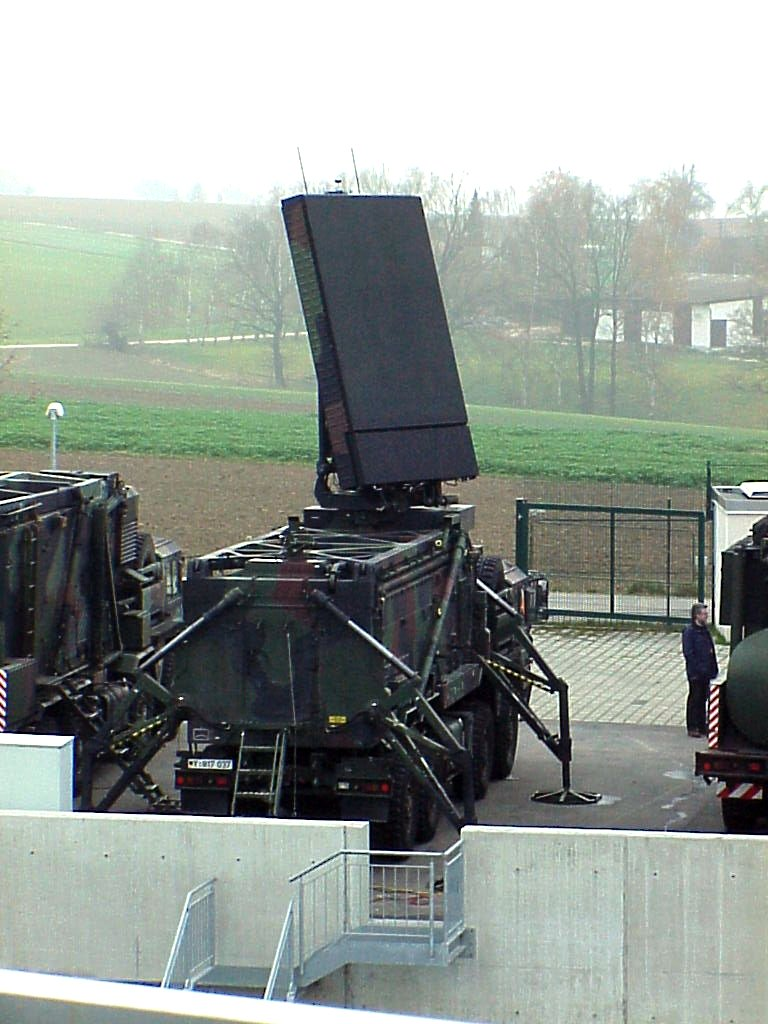
LÜR mit noch nicht aufgerichtetem Antennenmast

Das LÜR (LuftraumüberwachungsRadar) ist ein schnell verlegbares, im G-Band arbeitendes Luftverteidigungsradar der Flugabwehrraketengruppe 61 der Luftwaffe. Es ist ein Vertreter einer ganzen Radargerätefamilie der Firma Daimler-Benz Aerospace (heute: Airbus Defence and Space), die aus standardisierten Modulen aufgebaut sind. Es besteht aus einem fernbedienbaren Radargerät und einem hermetisierbaren Shelter mit der Auswerte-Elektronik und Sichtgerätearbeitsplätzen.

## Einsatzbereich und Betrieb
Das Luftraumüberwachungsradar überwacht den Luftraum bei Tag und Nacht. Es ortet, identifiziert und meldet Luftfahrzeuge in niedrigen und mittleren Flughöhen, erstellt eine feuerleitfähige Gesamtluftlage und speist diese in den Aufklärungsverbund ein. Es empfängt und sendet alle für den Flugabwehreinsatz wichtigen Befehle und Informationen über das Führungs- und Informationssystem zur rechnergestützten Operationsführung in Stäben 2/1 (HEROS 2/1) und zukünftig über das Führungsinformationssystem Heer. Der Sensor kann vom Trägerfahrzeug (Lkw 15 t mil gl) abgesetzt werden. Zwei Stromerzeugeraggregate von jeweils 60 kW erzeugen die notwendige elektrische Energie. Über einen GPS-Empfänger wird der aktuelle Standort bestimmt. Die Personalstärke ist auf Schichtfähigkeit ausgerichtet, eine Besatzung besteht aus drei Soldaten. Die Bediener am Radararbeitsplatz und am Luftlagerechner müssen eng zusammenarbeiten, um den Feuerleitenden und den Flugabwehrwaffen eine feuerleitfähige Luftlage bereitzustellen. Der Bediener des Führungsrechners setzt die empfangenen Befehle und Informationen zur Flugabwehrkampfführung um und gibt diese an den Luftlagerechner weiter.
Die Phased-Array-Antenne sendet schmale, im Höhenwinkel elektronisch geschwenkte Pencil beams und ermöglicht durch eine mechanische Drehung der Antenne eine Aufklärung im Umkreis von 360°. Die Antenne ist auf einem hydraulisch aufrichtbaren Mast aufgebaut. Das LÜR sendet phasencodiert modulierte Impulse aus. Dadurch ist mit dem Pulskompressionsverfahren eine Entfernungsbestimmung innerhalb des Impulsvolumens möglich. Das bewirkt eine hohe Reichweite von 100 km trotz relativ geringer Impulsleistung. Der Radar Data Processor kann bis zu 2700 Zielzeichen simultan verarbeiten.

## Einsatz
Das System befand sich im Einsatz beim Einsatzgeschwader Mazar-e-Sharif in Nordafghanistan. Dort wurde es zur Kontrolle des Luftraumes um den Flughafen eingesetzt, der unter deutscher Führung als Umschlagplatz für die ISAF-Truppen genutzt wurde.